# Resolutie 818 Veiligheidsraad Verenigde Naties
Resolutie 818 van de Veiligheidsraad van de Verenigde Naties werd unaniem aangenomen op 14 april 1993, en riep de partijen van de net afgelopen burgeroorlog in Mozambique op zich aan het gesloten vredesakkoord te houden.

## Achtergrond
Nadat Mozambique onafhankelijk was geworden van Portugal kwam de communistische verzetsbeweging FRELIMO aan de macht. Die kreeg al snel de anti-communistische RENAMO tegen zich, waarmee er een burgeroorlog was begonnen die vijftien jaar zou duren. In 1992 kwamen beide partijen na jarenlange onderhandelingen tot een vredesakkoord.

## Inhoud
De Veiligheidsraad:
- Herinnert aan de resoluties 782 en 797.
- Overwoog het rapport van secretaris-generaal Boutros Boutros-Ghali.
- Verwelkomt diens inspanningen om het mandaat van ONUMOZ volledig uit te voeren.
- Herhaalt het belang dat ze hecht aan het Algemeen Vredesakkoord voor Mozambique.
- Ernstig bezorgd om de vertragingen in de uitvoering van belangrijke delen ervan.
- Bemerkt de inspanningen van Mozambique en RENAMO om het staakt-het-vuren te onderhouden.

1. Waardeert het rapport en de aanbevelingen erin.
2. Roept Mozambique en RENAMO op samen te werken met de Secretaris-Generaal en diens Speciale Vertegenwoordiger.
3. Is bezorgd om de vertragingen en moeilijkheden die het uitvoeringsschema sterk aantasten.
4. Dringt er bij Mozambique en RENAMO op aan dringende stappen te ondernemen om hun verbintenissen na te komen, vooral inzake de concentratie, verzameling en demobilisatie van hun troepen en de vorming van een nieuw eenheidsleger.
5. Dringt verder aan om de eerste elementen van de Mozambikaanse Defensiemacht zo snel mogelijk op te leiden en roept landen die hieraan steun hadden toegezegd dit te regelen.
6. Verwelkomt het initiatief en de bereidheid tot een vergadering tussen de presidenten van Mozambique en RENAMO om de problemen aan te pakken.
7. Roept RENAMO op de werking van de Gezamenlijk Commissies en waarnemingsmechanismen te verzekeren.
8. Roept Mozambique en RENAMO ook op schendingen van het staakt-het-vuren toe te laten en het vrij verkeer van personen en goederen te verzekeren.
9. Verwelkomt de Secretaris-Generaals intentie om de militaire contingenten van ONUMOZ snel in te zetten.
10. Dringt er bij Mozambique en RENAMO op aan het uitvoeringsschema af te werken, waaronder de scheiding, concentratie en demobilisatie van troepen en voor de verkiezingen.
11. Benadrukt het belang dat ze hecht aan de snelle ondertekening van het status of forces-akkoord tussen Mozambique en de VN voor de operatie van ONUMOZ.
12. Dringt er sterk op aan dat beide zijden ONUMOZ' bewegingsvrijheid en verificatiecapaciteiten garanderen.
13. Waardeert de hulp en beloften van de lidstaten en vraagt hulp van de donorgemeenschap.
14. Vraagt de Secretaris-generaal op de hoogte te worden gehouden van de uitvoering van het Vredesakkoord en tegen 30 juni te rapporteren.
15. Heeft vertrouwen in de Speciale Vertegenwoordiger en waardeert diens werk bij de coördinatie van het Akkoord.
16. Besluit om op de hoogte te blijven.

## Verwante resoluties
- Resolutie 782 Veiligheidsraad Verenigde Naties (1992)
- Resolutie 797 Veiligheidsraad Verenigde Naties (1992)
- Resolutie 850 Veiligheidsraad Verenigde Naties
- Resolutie 863 Veiligheidsraad Verenigde Naties

Lijst ·  800 ·  801 ·  802 ·  803 ·  804 ·  805 ·  806 ·  807 ·  808 ·  809 ·  810 ·  811 ·  812 ·  813 ·  814 ·  815 ·  816 ·  817 ·  818 ·  819 ·  820 ·  821 ·  822 ·  823 ·  824 ·  825 ·  826 ·  827 ·  828 ·  829 ·  830 ·  831 ·  832 ·  833 ·  834 ·  835 ·  836 ·  837 ·  838 ·  839 ·  840 ·  841 ·  842 ·  843 ·  844 ·  845 ·  846 ·  847 ·  848 ·  849 ·  850 ·  851 ·  852 ·  853 ·  854 ·  855 ·  856 ·  857 ·  858 ·  859 ·  860 ·  861 ·  862 ·  863 ·  864 ·  865 ·  866 ·  867 ·  868 ·  869 ·  870 ·  871 ·  872 ·  873 ·  874 ·  875 ·  876 ·  877 ·  878 ·  879 ·  880 ·  881 ·  882 ·  883 ·  884 ·  885 ·  886 ·  887 ·  888 ·  889 ·  890 ·  891 ·  892